# Лод (град)
Лод (хебр. לוד, арап. ‏اللد‎) је град у Израелу, у Централном округу. Према процени из 2022. у граду је живело 85.351 становника.

## Становништво
Према процени, у граду је 2022. живело 85.351 становника.
| 1983.  | 1995.  |
| ------ | ------ |
| 40.436 | 51.319 |

## Партнерски градови
- Краљево
- Пјатра Њамц